# Walther Gerlach
Walther Gerlach (Biebrich, 1º agosto 1889 – Monaco di Baviera, 10 agosto 1979) è stato un fisico tedesco.
Fu docente di fisica a Tubinga dal 1925 e a Monaco dal 1929 al 1957. Si è occupato di svariate questioni di ottica e di fisica atomica; sono particolarmente da ricordare i risultati quantitativi dell'analisi spettroscopica delle leghe metalliche e le esperienze eseguite nel 1921, con Otto Stern, per provare sperimentalmente l'esistenza della quantizzazione spaziale degli atomi e per la determinazione dei momenti magnetici atomici. A lui si deve l'esperimento di Stern-Gerlach (1922).